# Equip Nizkor
Equip Nizkor (de l'hebreu: נִזְכּוֹר, "Recordarem") és una ONG pels drets humans especialitzada en dret internacional. Digitalitza i difon informació i facilita assistència jurídica sobre casos de drets humans a 90 països. L'equip Nizkor considera que el primer pas en la lluita contra les violacions als drets humans és la informació, clara, precisa i a temps.
S'ha ocupat de fets que ocorren a Amèrica Llatina, però també a Europa. Està afiliada a Derechos Human Rights, Serpaj Europa i a Global Internet Liberty Campaign (GILC). També treballa amb l'Organització Mundial Contra la Tortura (WOAT). Ha publicat nombrosos articles respecte a la guerra bruta i l'Operació Còndor al Con Sud. El 2007 el seu director, Gregorio Dionis, va criticar que la Llei de memòria històrica del govern espanyol no tenia valor perquè no afrontava cap dels problemes jurídics que tenien les víctimes del franquisme. El 14 d'abril del 2014 va fer un informe amb el nom La qüestió de la impunitat a Espanya i els crims franquistes.